# Baby Sitters Jitters
Baby Sitters Jitters é um filme de curta metragem estadunidense de 1951, produzido e dirigido por Jules White. É o 130º de um total de 190 filmes da série com os Três Patetas realizada pela Columbia Pictures entre 1934 e 1959.

## Enredo
Os Três Patetas estão com dificuldades para pagarem o aluguel então resolvem fazer um curso de ama-secas. Eles pegam bonecas de brinquedo da senhoria sem ela saber e treinam como cuidar de bebês mas o fazem de uma forma um tanto desastrada. A senhoria toma as bonecas de volta mas os Patetas a convencem a recomendar seus serviços para conhecidos e a mulher concorda. A primeira cliente é Joan Lloyd (Lynn Davis), uma mulher recém-separada que está em litígio com o marido pela guarda do filho pequeno, Junior Lloyd (David Windsor), e teme que ele sequestre a criança.
Enquanto conversam, Junior apanha perigosamente o revólver que a mulher usava para se defender do marido mas os adultos veem e lhe tiram a arma antes que acontecesse algo mais grave. Quando os Patetas ficam sozinhos com o menino, ele começa a chorar e só para e começa a rir quando Shemp usa o recurso circense de ficar de cabeça para baixo ("plantar bananeira"). Depois Shemp vai preparar uma sopa (soup) mas confunde com sabão (soap) o que resulta em que o trio começe a soltar muitas bolhas de ar pela boca.
Quando a mulher retorna tarde da noite, ela percebe que o menino foi raptado enquanto os Patetas dormiam. O trio vai até o endereço do pai para pegarem de volta a criança e depois de uma rápida briga, o homem e a mulher se reconciliam. Shemp e ela começam a chorar pelo final feliz e o menino fica de cabeça para baixo no sofá, imitando Shemp, que começa a rir com a mulher ao verem isso.